# Norman Bird Sanctuary
Le Norman Bird Sanctuary est un refuge pour oiseaux sauvages, une réserve naturelle et un musée situé dans la ville de Middletown. Le site s'étend sur 1,32 km2 au bord de l'Océan Atlantique.
La réserve est fondée en 1950 grâce à un legs de Mabel Norman Cerio.
Le site comprend des prairies, des forêts claires et des crêtes donnant sur l'océan et des marais. En plus du centre pour les visiteurs, un musée dans une grange présente la faune du lieu.

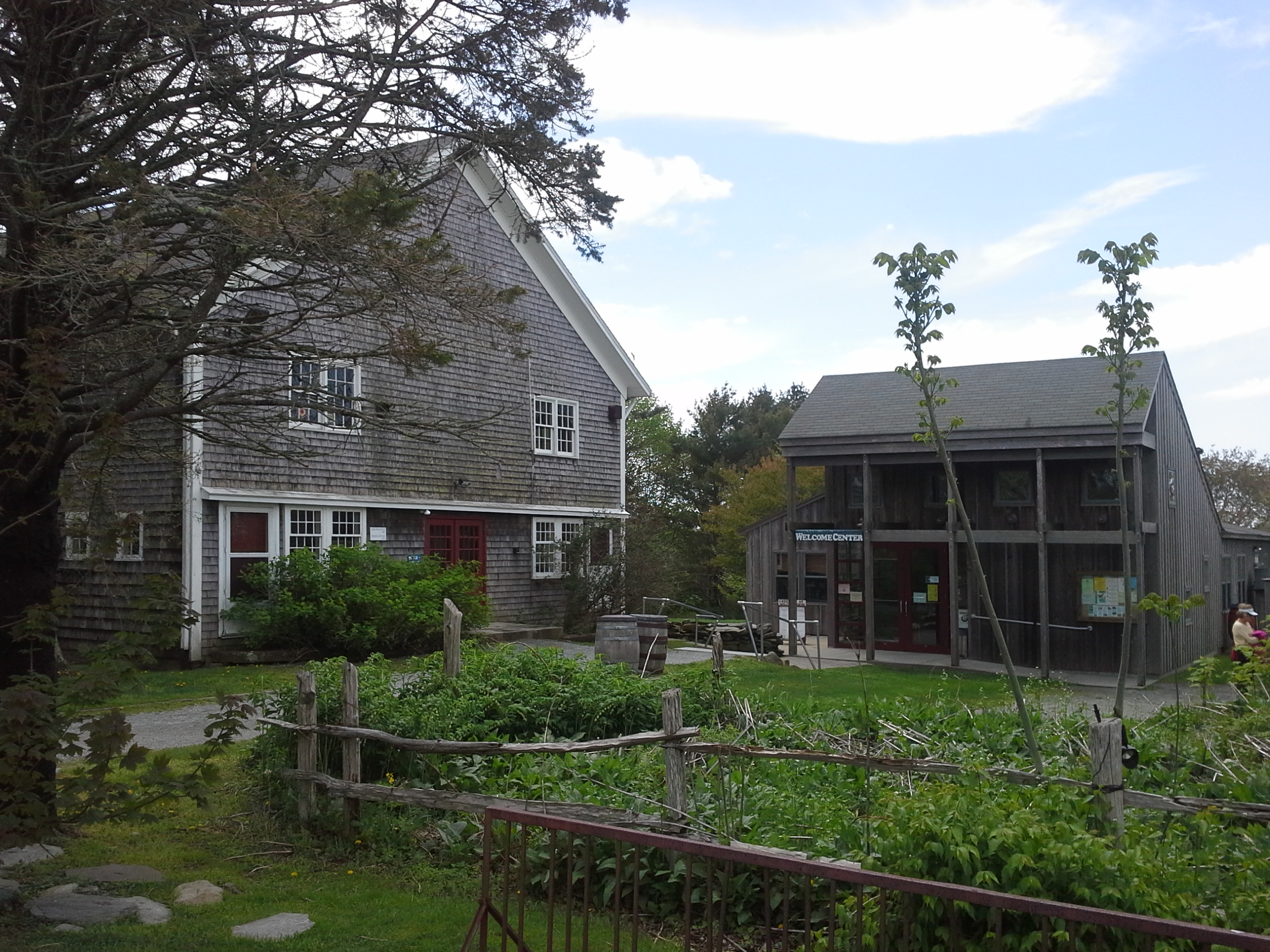
Musée

## Sources
- (en) Cet article est partiellement ou en totalité issu de l’article de Wikipédia en anglais intitulé « Norman Bird Sanctuary » (voir la liste des auteurs).